# Attilio Bagnolini (militare)
Attilio Bagnolini (Villadossola, 7 aprile 1913 – Battaglia di Mai Ceu, 31 marzo 1936) è stato un militare italiano, insignito della medaglia d'oro al valor militare alla memoria nel corso della seconda guerra mondiale.

## Biografia
Nacque a Villadossola, provincia di Novara, il 7 aprile 1913, figlio di Aristide e Giulia Palloni. Cresciuto in una famiglia di modeste origini dovette iniziare a lavorare ancora in giovane età per poter sopperire alle necessità familiari.  Nell'aprile 1934 fu arruolato nel Regio Esercito assegnato al battaglione alpini "Intra" del 4º Reggimento alpini. Terminato il servizio militare di leva nell'ottobre 1935, fu trattenuto in servizio attivo e nel gennaio 1936 partì per l'Africa Orientale con il suo battaglione, assegnato per mobilitazione all'11º Reggimento alpini. Nel corso della guerra d'Etiopia cadde in combattimento durante la battaglia di Mai Ceu il 31 marzo 1936. Crivellato di colpi gridò ai suoi compagni, in un supremo atto di sfida verso il nemico pais, feila veddi! (Compagni, vendicatemi). Nel combattimento di Mai Ceu del 31 marzo 1936 l'intero plotone venne decorato per il suo comportamento, ed egli venne insignito della medaglia d'oro al valor militare alla memoria.
A lui è intitolata la scuola media statale di Villadossola. In onore di Attilio Bagnolini furono intitolati il sommergibile della Regia Marina Alpino Bagnolini e il sottomarino della Marina Militare Attilio Bagnolini.